# Angry Birds Epic
Angry Birds Epic (з англ. Сердиті пташки:Епопея) — восьма гра із серії Angry Birds. Завчасно вишла лише у Новій Зеландії, Австралії та Канаді 17 березня 2014 року. В решті країн стала доступною лише у 12 червня 2014 для таких платформ, як Android, IOS та Windows Phone. Особливістю є те, що для гри потрібно підключення до Інтернету.

## Історія створення
Інформація про вихід гри з'явилася 7 березня 2014, коли розробники опублікували загадкове відео, в якому Ред постає у вигляді лицаря в обладунках. 12 березня 2014 стало відомо, що дане відео є анонсом нової гри під назвою Angry Birds Epic. Також було викладено кілька скріншотів. 17 березня 2014 рання версія гри вже вийшла в Новій Зеландії, Австралії і Канаді, але тільки на iOS. На YouTube був доданий геймплей-ролик гри.
6 червня 2014 була викладена картинка-анонс, в якій було сказано, що гра вийде 12 червня 2014 на Android і iOS. 12-го числа гра дійсно вийшла на ці платформи, а також на Windows Phone 8. У жителів Нової Зеландії, Канади та Австралії, які купили гру раніше, гра також оновилася. Нова версія гри значно відрізняється від ранньої: склад ворогів на багатьох рівнях помінявся, була додана кнопка «Автоматична атака» і створена локація Золоті хмари, на якій відбуваються щоденні бої із золотою свинею (раніше ця свиня просто з'являлася на одному з уже існуючих рівнів). Так само як і раніше Angry Birds Star Wars 2 і Angry Birds Go, Epic отримала версію російською мовою. 19 червня 2014 гру вперше оновили. В оновлення увійшло тільки виправлення дрібних помилок, при цьому більше нічого нового не додали.

## Сюжет
Король свиней, Свиномаг і Принц Сало наказують свиням вкрасти яйця. Свині нападають на птахів, крадуть яйця і розкидають їх по всьому острову. Також вони викрадають у птахів цінності і Чака, решта птахів біжать. Залишається лише Ред, який не хоче здаватися. Він перемагає свиней у в'язниці, де замкнули Чака, і звільняє його. Разом Ред і Чак відбирають у свиней вкрадені ковадло і золоту свиню-скарбничку та біжать в Кобальтовий замок свиней, де добивають Принца Сало і рятують одне яйце. Але Магу вдається вкрасти решту яєць і помістити одне з них в іншому, пустельному замку, який розташовується на Пустельному острові.
Птахи йдуть вперед, але тут помічають, що розбійники Принца Сало на чолі з Монті руйнують сад Матильди. Птахи проганяють їх і Матильда відновлює свої овочі. Переляканий Принц Сало біжить до Вусача, щоб сховатися від погоні, але повітряна куля, за допомогою якого він намагається втекти, не злітає. Птахи атакують аеродром і б'ють Вусача, але Принцу Сало вдається втекти на Пустельний острів. Птахи думають, як перебратися на той берег і тут до них припливає Бомб, щоб допомогти. Але на його корабель нападають свині-пірати. Птахи біжать на допомогу і збивають свиней з корабля. Їм все-таки вдається взяти штурвал, але птахи його забирають і через Вапняну лагуну, Риф корабельних аварій і Південне море припливають на острів. Побачивши це, Принц Сало закриває підступи до замку на ворота, ключ від яких мається у нього. Але несподівано з'являється Синя трійця, які крадуть у нього ключ і віддають його решті птиць. Розсерджений Принц Сало посилає піратські кораблі атакувати Синю трійцю. Птахи біжать на допомогу і рятують їх. Принц Сало позбавляється свого корабля і з ганьбою спливає на острів. Птахи атакують вежу і рятують друге яйце. Принц Сало кудись тікає, а Маг відлітає з трьома вкраденими яйцями і поміщає одне з них в ще одному замку, який знаходиться на маленькому острівці серед коралових рифів.
Птахи йдуть в погоню, переміщаючись по Піратському берегу, Рогаточному лісу і Великому Стрімчаку, але Маг кілька разів намагається перекрити їм шлях, насилаючи на них різних сильних свиней. Коли птахи майже добираються до башти, Свиномаг закриває вхід в башту синіми воротами. Птахи намагаються пройти з іншого боку, але Свиномаг переставляє ворота туди. Несподівано Ред розуміє, що після того як Маг перемістив ворота на другий прохід, перший знову опинився відкритим. Птахи прямують туди і з боєм рятують третє яйце. Маг відлітає, але при цьому упускає синій ключ від воріт, який підбирають пташки. Маг поміщає четверте яйце в замок на крижаній горі. По дорозі, в бамбуковому лісі, на них знову нападають свині, які викрадають Бомба, Чака і Реда. Матільда і Синя трійця рятують перших двох, але несподівано прилітає принц Сало і бере в полон Реда. Птахи не знають, що робити. Їм допомагає Свиня-професор — він будує для них дирижабль і птахи рятують Реда, а заодно добираються і до крижаної гори.
На крижаній горі птиці збивають ворожих пілотів і забирають четверте яйце. Принц Сало і Свиномаг збігають в Свиноград. Король свиней бачить, що у нього є тільки одне яйце, і розчаровується, так як він хотів всі п'ять. Птахи припливають на кораблі в Свиноград, але, побачивши, що море кишить мінами, переправляються на дирижабль. Капітан варти стріляє по дирижаблю з катапульти і птахи змушені повернутися на корабель. Свиня-професор каже птахам, що у Вусатого Барона є підводний човен. Вусатий барон тікає, але птахи все одно отримують підводний човен.
Припливши до порту Свинограда, птиці зустрічають Принца Сало і Свиномага. Починається битва, в якому птахи перемагають. Переможені свині ховаються в замок Короля свиней. Птахи потрапляють в замок, б'ють ворогів і забирають останнє яйце. Несподівано Свиномаг піднімається в повітря, краде корону Короля і останнє пташине яйце та ховається в порталі. Король свиней плаче, а розлючені птиці і Принц Сало помчали тому навздогін. Свиномаг відлітає на Свиноголову гору і будує свій власний замок. Також він ставить на його охорону п'ять могутніх вартових, які заряджають магічне силове поле. Птахи за допомогою дирижабля прилітають і розбираються з усіма стражами Свиномага. Він тікає в свій замок під охороною двох зомбі. Птахи проникають в замок і атакують Свиномага. Переможений Свиномаг раптово встає і перетворюється на величезного демона. Несподівано Принц Сало приєднується до птахів і допомагає їм перемогти Демона. Разом пташки та Сало добивають Свиномага. Після перемоги Ред віддає Сало корону, щоб той повернув її батькові, а Сало в свою чергу повертає птахам яйце. Всі радіють. Принц Сало повертає батькові корону, той радіє і укладає з птахами мир. Всі персонажі стають на стрімчак і милуються заходом сонця.

## Геймплей
Геймплей Angry Birds Epic сильно відрізняється від геймплею всіх попередніх ігор серії. Гра має жанр RPG з елементами крафтингу. Тепер кожен рівень представляє з себе бій птахів зі свинями. У кожного персонажа (як у свиней, так і у птахів) є свій запас здоров'я; коли він закінчується, персонаж гине. Характерною особливістю гри є відсутність в ній епізодів. Замість них є величезна кількість локацій. Кожна локація складається з одного або декількох рівнів. Переміщення між рівнями здійснюється за допомогою спеціальної карти Острова, на якій прапорцями відзначені всі доступні рівні. Ця карта дає гравцеві дуже великі відомості про географію пташиного острова, так як на ній показані всі біоми, а також деякі будівлі — наприклад, замки і майстерні.
Більшість рівнів являють собою битви, в яких гравцеві треба вдарити птахами по свиням, при цьому не давши свиням вбити його птахів, так, щоб перемогти. Різні свині і птиці мають різну міцність і силу. Птицю можна посилювати, підвищуючи її клас, а також купуючи для неї нову зброю і захисні предмети і збільшуючи рівень досвіду. Крім того, зустрічаються рівні, які являють собою цілу серію битв. Є кілька рівнів-замків (Кобальтовий замок, Пустельний замок і ін.), в яких гравцеві зазвичай потрібно битися з босом підвищеної потужності (такі рівні також звичайно є серіями битв). Крім рівнів, на карті острову зустрічаються майстерні, тренувальні, ворота різного кольору, лабораторія Свині-професора, а також нечисленні мушлі, пні і камені, з яких випадають різні ресурси. У грі такі місця називаються «Прибутковими містечками».

### Битви
Бої відбуваються покроково. На початку кожного бою гравцеві показується кількість наявних птахів, а також число етапів. Птахів, за яких він буде грати, він вибирає сам перед початком рівня (на більшості рівнів можна використовувати не більше трьох птахів). Свині на кожному рівні різні (при цьому, якщо гравець вирішить пройти який-небудь рівень, який він вже проходив раніше, склад свиней на ньому може змінитися). Атакують птахи і свині по черзі. Щоб атакувати, потрібно провести по екрану лінію від птиці до ворога (або від птиці від птиці, якщо ви хочете активувати захисну здатність). Багато героїв мають відразу декілька видів атак. Наприклад, Ред може просто вдарити персонажа, а може активувати силове поле, яке захищатиме всіх птахів протягом 1-3 ходів (залежно від класу птиці). А свиня бригадир має цілих три здібності: атакувати птицю трубою, завдаючи їй певну кількість ушкоджень, а може збільшити силу атаки всіх свиней на 30% протягом трьох ходів і збільшувати силу на 25% за кожного вбитого союзника. Птахи також можуть використовувати перець люті для активації особливо потужної здібності (але тільки якщо він повністю заряджений). У свиней перця люті немає.
За один хід гравець повинен так чи інакше використовувати всіх своїх птахів (за винятком випадків, коли одна або декілька птахів оглушені ударом свиней — в такому разі всі оглушені птиці пропускають хід). Аналогічним чином комп'ютер за хід також зобов'язаний вдарити птахів усіма свинями, наявними на рівні. Для перемоги гравцеві треба зберегти хоча б одного птаха, при цьому знищивши всіх свиней. Складність битв виростає в міру проходження гри. Якщо гравець переможе в битві, і всі свині будуть повалені, йому будуть видані зірки (так само як і в попередніх іграх серії, може бути видана одна, дві або три зірки) і видається приз. Отримати його треба методом «Колеса фортуни». Чим більше зірок, тим більше призів. Якщо гравець програє, він отримає втішний приз у вигляді декількох срібних монеток, і йому доведеться перепроходити рівень заново.

### Ресурси та інгредієнти
Крім того, в грі присутні різноманітні ресурси та інгредієнти. Ресурси використовуються в так званому ковадлі, там з них можна виготовити зброю і захисні предмети, які збільшують силу або міцність птахів. Для виготовлення кожного знаряддя потрібно певну кількість різних ресурсів. Щоб зброї і захисні предмети з'явилися в ковадлі і стали доступними для виготовлення, потрібно попередньо придбати їх у майстернях, які зустрічаються на мапі. Ресурси продаються в магазині Свина Хряковича (спеціальний магазин, в якому можна купувати різні товари) в розділі «Кування» у вигляді комплектів по десять штук одного і того ж ресурсу (виняток становить ресурс «Ящики», який продається в комплектах по п'ятнадцять штук). Також багато ресурсів можна виготовити в ковадлі прямо з інших ресурсів — для цього потрібно, перебуваючи в ковадлі, натиснути на кнопку з деревом, каменем і мушлею, настинути по необхідному ресурсу і натиснути жовту кнопку з ковадлом.
Інгредієнти мають схожу роль і також продаються в магазині Хряковича в розділі «Алхімія», однак використовуються в котлі для виготовлення зілля. Зілля — це спеціальні бонуси, які в Epic замінюють PowerUps. Вони роблять на птахів або свиней певний вплив, тим самим допомагаючи гравцеві пройти рівень.

### Ігрова валюта
У грі присутня три ігрові валюти: срібні монети, золоті монети і знаки дружби. Срібні і золоті монети еквівалентні монетам в інших іграх, а знаки дружби нагадують кристали. Срібні монети використовуються для покупки ресурсів, інгредієнтів, зброї, захисних предметів і класів персонажів. Їх можна отримати за проходження рівня, знищення ворога або купивши за золоті монетки. Золоті монетки призначені для покупки зілля, вищих класів персонажів і деяких інших речей, а також для відродження птахів після їх смерті на рівні (коштує 10 золотих монет). Отримати їх значно складніше, ніж срібні монети — їх можна купити за реальні гроші, а також отримати за проходження бонусних рівнів із золотою свинею в локації Золоті хмари або за отримання нового рівня досвіду. Крім того, монети можна отримати, синхронізувавши гру з Facebook, і тоді ви будете щодня отримувати одну золоту монету на додачу до призу за знищення Золотої свині (але тільки якщо цього дня ви зайдете в гру).
Знаки дружби отримати ще складніше. Їх можна купити тільки за золоті монети, а також отримати від своїх друзів з Facebook. Втім, і використовувати їх можна тільки з однією метою — для того щоб повторно крутити рулетку з призами після проходження рівня (один повторний поворот коштує один знак дружби).

## Персонажі

### Птахи
В Angry Birds Epic кожна пташка отримала унікальні вміння і 5 костюмів (класів).
Ред:
- Лицар: атака — наносить 478 одиниць ушкоджень. Змушує ціль атакувати Реда протягом 3 ходів. Захист — знижує ушкодження обраної пташки на 55%. Щит діє протягом 2 ходів.
- Страж: атака — завдає 395 одиниць ушкоджень. Знижує силу атаки цілі на 25% протягом 2 ходів. Захист — ушкодження по всім пташках зменшується на 25%. Щит діє протягом 3 ходів.
- Самурай: атака — тричі завдає 208 одиниць ушкоджень(загалом — 624). Захист — обрана пташка отримає на 50% менше ушкоджень, решта — на 40%. Щит діє 1 хід.
- Паладин: атака — завдає 562 одиниць ушкоджень. Виліковує найбільш поранену пташку на 40% від удару (в цьому випадку — на 225). Захист — ушкодження по вибраній пташці зменшується на 35% і передається Реду замість неї. Діє протягом 3 ходів.
- Месник: атака — завдає 333 одиниці ушкоджень. Сила атаки збільшується на 2% при втраті здоров'я на 1% від максимального. Коли кількість у Реда досягне 1% — той буде наносити 992 одиниць ушкоджень. Захист — змушує усіх ворогів атакувати обрану пташку, ушкодження якій зменшується на 20%. Діє протягом 2 ходів.

Чак:
- Архімаг: атака — наносить 367 одиниць ушкоджень. Захист — за кожний удар по обраній пташці ворог отримуватиме по 499 одиниць ушкоджень. Щит діє протягом 3 ходів.
- Птаха-блискавка: атака — завдає 271 одиницю ушкоджень із шансом у 65% зняти усі позитивні ефекти з усіх ворогів. Захист — обрана пташка атакує випадкового ворога.
- Птаха-дощ: атака — завдає 120 одиниць ушкоджень. Протягом 3 ходів вороги отримуватимуть по 211 одиниць ушкоджень за кожний хід. Захист — знімає усі негативні ефекти з обраної пташки і виліковує усіх птахів на 261 одиницю здоров'я.
- Чарівник: атака — наносить 602 одиниці ушкоджень. Блискавка також наносить 3 одиниці ушкоджень решті цілей, при цьому послаблюючись з кожним переходом. Захист — кожний удар по обраній пташці заповнює перец люті на 5%. Із шансом 20% оглушить атакуючого на 2 ходи. Щит діє протягом 3 ходів.
- Птаха-грім: атака — наносить 271 одиницю ушкоджень усім ворогам. Ціль отримує на 25% ушкоджень більше протягом 3 ходів. Захист — кожний ворог, який атакуватиме будь-яку пташку, отримуватиме 211 одиницю ушкоджень за удар. Щит діє протягом 3 ходів.

Матільда:
- Лікар: атака — наносить 416 одиниць ушкоджень усім ворогам. Лікує усіх птахів на 20% від завданого удару (у данному випадку — на 83). Захист — при завданні ушкоджень будь-якій пташці, усі птахи виліковуються на 15% від отриманого ушкоджень . Ефекти діє 3 ходи.
- Друїд: атака — завдає 146 одиниць ушкоджень. Ціль також отримує 416 одиниць ушкоджень за кожний хід. Захист — виліковує обрану пташку на 359 одиниць здоров'я, решту — на 163.
- Принцеса: атака — завдає 520 одиниць ушкоджень. Змушує усіх ворогів атакувати птаха із найбільшою кількістю здоров'я протягом 3 ходів. Захист — відновлює 489 одиниці здоров'я обраній пташці, при цьому знявши з неї усі негативні ефекти.
- Бард: атака — завдає 666 одиниць ушкоджень із шансом у 15% оглушити ціль на 1 хід. Захист — відновлює усім пташкам 163 одиниці здоров'я. Протягом 3 ходів також відновлює усім птахам 82 одиниці здоров'я за хід.
- Жриця: атака — двічі завдає 229 одиниць ушкоджень (загалом 458). Птахи, що атакують ціль відновлюють 5% свого здоров'я за удар. Ефекти діє протягом 3 ходів. Захист — об'єднання із вибраною пташкою. Об'єднані птахи отримують спільне лікування (виняток — зілля і торти). Діє протягом 3 ходів.

Бомб:
- Пірат: атака — завдає 662 одиниці ушкоджень. Захист — сила атаки усіх пташок збільшується на 25%. Ефекти діє 3 ходи.
- Канонір: атака — тричі завдає 199 одиниць ушкоджень (загалом — 597). Ослаблює силу атаки цілі на 20%. Ефекти діє протягом 2 ходів. Захист — обрана пташка відповідає контратакою, наносячи 40% ушкоджень від сили атаки. Ефекти діє 3 ходи.
- Берсерк: атака — наносить 563 одиниці ушкоджень. Сила збільшується на 1% за заповнення перця люті на 2% (при заповненому перці люті загальні ушкодження — 845). Захист — обрана пташка отримує ушкодження у вигляді 15% від своєї максимальної кількості здоров'я, при цьому усі вороги отримують рівно стільки ушкоджень.
- Капітан: атака — завдає 596 одиниць ушкоджень і миттєво знімає усі позитивні ефекти із цілі. Захист — обрана пташка отримує ушкодження у вигляд 10% від її максимального здоров'я, при цьому її атака збільшується на 60%. Ефекти лишається протягом 3 ходів.
- Морський вовк: атака — наносить 828 одиниць ушкоджень. Кожного разу при втраті 1% здоров'я сила атаки зменшуватиметься на 1%. Захист — якщо обрана пташка атакує, Бомб миттєво атакуватиме ту саму ціль. Ефект діє протягом 2 ходів.

Синя трійця:
- Ловкачі: атака — завдають 662 одиниці ушкоджень при цьому знімаючи усі корисні ефекти з цілі. Захист — знімає усі негативні ефекти з усіх пташок і при цьому збільшує силу їхньої атаки на 15%. Ефекти діє 3 ходи.
- Шахраї: атака — завдають 199 одиниць ушкоджень. Наступні 3 ходи ціль отримуватиме додатково 596 одиниць ушкоджень. Захист — змушує усіх ворогів атакувати обрану птицю, при цьому отримуючи 100% ушкоджень від власної атаки.
- Стрільці: атака — двічі завдають 232 одиниці ушкоджень. Ціль при кожній атаці отримуватиме 166 одиниць ушкоджень. Захист — ціль отримуватиме ушкодження замість Синьої трійці. Якщо ту атакують — вони завдають удар у відповідь с 50% ушкоджень. Ефекти діє 2 ходи.
- Шпигуни: атака — завдають 563 одиниці ушкоджень цілі і 232 решті. Захист — відновлює цілі 15% здоров'я від загальної атаки пташок. Ефекти діє 3 ходи.
- Свинопити: атака — завдають 596 одиниць ушкоджень. Ціль отримуватиме на 30% більше ушкоджень протягом 2 ходів. Захист — обрана пташка атакує випадкового ворога із силою 35% від загальної атаки, але при цьому усі негативні ефекти від атаки отримують усі вороги.

### Свині
На відміну від птахів, яких в Epic тільки п'ять, свиней в цій грі просто величезна кількість. Кожна свиня володіє унікальним зовнішнім видом, зброєю та аксесуарами. У багатьох свиней, так само як і у птахів, є особливі здібності, які так чи інакше впливають на птахів (наприклад, деякі свині можуть оглушати птахів, протистояти деяким їх здібностям або навіть захищати інших свиней).
Серед свиней є як досить слабкі персонажі, які з'являються на рівнях дуже часто і відносно легко знищуються (наприклад, фермер, шахрай, свиностраж), так і сильні боси, які зустрічаються тільки на деяких рівнях (наприклад, часто боси з'являються в замках). Окрему групу свиней становить так звана нежить — різні привиди, зомбі і полтергейсти, які після знищення залишаються трупами протягом 2-3 ходів, після чого повертаються в битву (якщо всі інші свині до цього часу будуть знищені, вони не повернуться і також помруть). До нежиті відносяться, наприклад, корабельний привид, смердючий зомбі, баньші та інші свині. Є і ще кілька груп ворогів — наприклад, свині-пірати (пірат, приятель, юнга, бувалий пірат, кок та інші) і свині-індіанці (маленькі пігмеї, лісові пігмеї, шаман, відьмовський лікар та інші). Деякі свині входять в відразу кілька груп (наприклад, мертвий капітан піратів одночасно є і свинею-піратом, і нежиттю).
Як боси можуть виступати різні свині. Найбільш поширеними босами є:
- Боров — велика свиня з іклами, покрита бородавками і пігментними плямами коричневого кольору. Має досить великою міцністю і силою. Має багато двійників, серед яких франкенсвин, забіяка, юнга та інші.

- Вусата свиня — у своєму звичному вигляді цей свин в Epic не відображається, проте має безліч досить сильних двійників, серед них: капітан Червона борода, Великий бос, Бригадир, та інші.

- Принц Сало — син Короля свиней. В основному, з'являється на рівнях-замках. Має імунітет до атак з великими ушкодженнями, має велику міцність. На рівнях разом з ним часто з'являються бомби, які вибухають через два ходи після їх появи (якщо їх до цього часу НЕ знищать птиці). На самому останньому рівні гри він приєднується до птахів, допомагаючи перемогти Свиномага, який зрадив його і його батька.
- Король свиней — батько Принца Сало. Має дуже велику кількість здоров'я, але надзвичайно слабку силу.
- Свиномаг — найголовніший антагоніст і найсильніший ворог. Він наказує свиням красти яйця і зрештою зраджує Короля і Принца та захоплює престол. Володіє дуже великою міцністю. На самому останньому рівні він стає величезним червоним демоном. Аналог Свині Шеф-Кухаря.

З уже знайомих по іншим іграм свиням в Epic також з'являється Капрал, який виступає як звичайний ворог. Ще в грі присутній персонаж з Angry Birds Toons, Свин Хрякович, який допомагає птахам і на деяких рівнях навіть є грабельним персонажем. Також грабельним персонажем за птахів після проходження сюжетної частини гри на деяких рівнях стає Авантюрист і сам Принц Сало. Крім них, непряму допомогу птахам надають Свиня-професор і Золота свиня-скарбничка.

## Золота свиня та легендарні комплекти
Починаючи з перехоплення першого яйця гравець може відтоді використовувати «золоту свиню-скрабничку». На відміну від золотої свині, з якою гравець може лише раз на день змагатися, дана свинка не є персонажем. Радше — інструментом для модернізації екіпірування птахів.
Суть золотої свині-скарбнички полягає у наступному: гравець може купити 2 типи жетонів. Вони нічим не відрізняються зовні, зате їхнє значення різне. Одні коштують 3 золотих, а інші — цілих 20. Купуючи жетон за 3 золотих, гравцеві може випасти слабке спорядження і лише із невеликим шансом — річ із легендарного комплекту. Жетон за 20 золотих дає можливість отримати спорядження краще, заодно і збільшується шанс на випадання легендарного комплекту.
Є альтернативні методи зіграти в таку лотерею: близько разу на день гравець може подивитися недовгу рекламу і при цьому отримати у подарунок безкоштовну прокрутку на 3 золотих. Є іще один метод — близько разу на день дається шанс використати безкоштовний жетон на 3 золотих у своїх друзів. Якщо ж гравець не зареєстрований у Facebook або не синхронізував свій акаунт із акаунтом у вищезгаданій мережі, то він може використати цей жетон у Свина Хряковича.
Випадіння речі із легендарного комплекту — це справа вдачі. Наразі кожна пташка може мати лише 3 повних комплекти. Варто зауважити — чим вищий рівень гравця — тим потужнішими будуть самі комплекти. Тільки сильнішими вони стануть тільки тоді, коли гравець іще раз виграє той самий комплект на новому рівні.

### Ред
- Зуб дракона — із шансом у 45% завдасть 50% ушкоджень випадковому супернику. Луска дракона — знижує отримувані ушкодження на 8%. Бонус комплекту — 45% завдати усім цілям 75 одиниць.
- Лють титана — шанс 8% оглушити ціль на 1 хід. Хватка титана — збільшує силу атаки на 8%. Бонус комплекту — оглушальний ефект молоту діє протягом +1 ходів.
- Сталева міць — із шансом 23% додатково завдасть 50% ушкоджень. Сталева стіна — знижує отримувані ушкодження на 8%. Бонус комплекту — усі союзники отримають на 10% менше ушкоджень.

### Чак
- Перо Фенікса — із шансом 30% при ударі зніме усі позитивні ефекти з ворогів. Яйце Фенікса — збільшує максимальне здоров'я Чака на 23%. Бонус комплекту — якщо Чак вибуває із бою, то миттєво відроджується (але один раз за бій).
- Жива блискавка — із шансом у 23% додатково завдасть 50% ушкоджень. Книга блискавок — збільшує максимальне здоров'я Чака на 23%. Бонус комплекту — 60% імовірності додатково завдати усім цілям 50 одиниць ушкоджень.
- Хронос — відновлює здоров'я на 15% від завданого ушкоджень. Хронометр — збільшує силу атаки на 8%. Бонус комплекту — 10% імовірності миттєвого отримання Чаком додаткового ходу, після звичайного.

### Матільда
- Ложка меду — із шансом 23% додатково завдасть 50% ушкоджень. Банка меду — знижує отримувані ушкодження на 8%. Бонус комплекту — всі виліковні ефекти союзників збільшуються на 25%.
- Прокляття — із шансом у 8% оглушить ціль на 1 хід. Смерть — збільшує силу атаки на 8%. Бонус комплекту — оглушені свині отримують 200 одиниць ушкоджень на початку кожного ходу.
- Інь — із шансом 30% при ударі зніме усі позитивні ефекти з ворога. Янь — знижує отримувані ушкодження на 8%. Бонус комплекту — перець люті заповнюється на 20% швидше.

### Бомб
- Цукеркова бомба — із шансом у 45% завдасть 50% ушкоджень випадковому супернику. Цукерковий ланцюг — знижує отримувані ушкодження на 8%. Бонус комплекту — 15% імовірності відновити усім птахам 100% здоров'я від завданих ушкоджень.
- Скеля - відновлює здоров'я на 15% від завданих ушкоджень. Папір — збільшує силу атаки на 8%. Бонус комплекту — 33% імовірності додатково завдати усім цілям 100 одиниць ушкоджень.
- Золотий пістолет — із шансом 23% додатково завдасть 50% ушкоджень. Золота куля — знижує отримувані ушкодження на 8%. Бонус комплекту — 30% імовірності вкрасти купу п'ятачків у цілі.

### Синя трійця
- Радіо-керований робот — із шансом у 45% завдасть 50% ушкоджень випадковому супернику. Пульт керування — збільшує силу атаки на 8%. Бонус комплекту — 45% імовірності завдати усім цілям 75 одиниць ушкодження.
- Баліста — із шансом 23% додатково завдасть 50% ушкодження . Стріли для балісти — збільшує силу атаки на 8%. Бонус комплекту — при завданні критичного ушкодження бонус критичного ушкодження збільшується на 100%.
- Рогатка — із шансом 30% при ударі зніме усі позитивні ефекти з ворога. Плюшеві Angry Birds — збільшує максимальне здоров'я Синьої трійці на 23%. Бонус комплекту — якщо Синя трійця вибуває із бою, то миттєво відроджується (але один раз за бій).